# Namus
Nāmūs est le mot arabe (grec "νόμος") d'un concept d'une catégorie éthique, une vertu, à caractère patriarcal moyen-oriental. Littéralement traduit par « vertu », il est maintenant plus couramment utilisé dans un contexte de relations fortement sexospécifiques au sein d'une famille décrit en termes d'honneur, d'attention, de respect /respectabilité et de modestie.[réf. nécessaire]

## Étymologie
Le mot arabe « nāmūs » ( ناموس ) peut signifier "loi", "coutume" ou "honneur". Le mot grec ancien « nómos » (νόμος) signifie « loi, coutume ». [source auto-publiée]

## Genre
Namus a été traduit en anglais à partir de la langue turque avec différentes significations. Honneur est utilisé pour signifier namus dans la traduction en anglais de l'article de Filiz Kardam de 2005 sur namus cinayetleri (littéralement meurtres namus, utilisé principalement dans les journaux), mais selon Nüket Kardam a écrit que la chasteté est une traduction plus précise que l'honneur. Ceci est intégré dans le système juridique qui permet des peines réduites pour les crimes d'honneur,.
Selon le chercheur Robert Ermers, honneur signifie réputation morale,. Lorsque les individus ont une bonne réputation morale, les membres de leur communauté sont susceptibles de les inclure. Ainsi namus signifie réputation morale sexuelle. Lorsque les gens possèdent du namus, leurs amis, voisins et autres membres de la communauté, croient qu'ils sont sexuellement dignes de confiance et intègres. C'est une condition préalable pour être inclus. Cependant, lorsque l'honneur d'un individu est endommagé, par exemple au moyen de calomnies, de diffamation ou de sa propre transgression morale factuelle, cette réputation morale est susceptible d'être endommagée, avec pour conséquence la mort sociale, qui peut également s'étendre à la famille. membres.
La langue turque a plusieurs mots pour décrire des concepts liés à l'honneur, notamment namus, onur et şeref . Bien que namus soit souvent compris comme la vertu sexuelle féminine ou la chasteté, cette définition n'est qu'une partie de l'usage courant. La définition officielle de namus du dictionnaire Foundation of Turkish Language est "l'attachement d'une société aux règles morales". En fait, la notion de namus est liée à des comportements sexuellement déviants et ne se limite pas aux femmes : les hommes que l'on appelle violeurs sont également appelés namussuz, tout comme les familles qui ne réagissent pas au viol d'un membre de la famille.
La virginité avant le mariage des femmes est toujours considérée comme une question d'honneur dans certains domaines. Une fille qui garde sa virginité est considérée comme digne de confiance et fiable, conditions d'un mariage réussi. Ces perceptions culturelles persistent dans les zones métropolitaines modernes, ainsi que dans les zones plus traditionnelles de la campagne rurale. Certaines vieilles coutumes perdurent, comme exiger une preuve de virginité sous la forme de draps ensanglantés, ou dans certains cas par un examen médical, même si la plupart des gens savent que de nombreuses vierges (environ 50 %) ne saignent pas. En fait, les mariées dans les zones où le tissu taché fait partie d'un rituel sont souvent aidées par des membres (femmes) de la famille au moyen de sang de poulet ou d'autres moyens. Bien que le kémalisme ait contribué à la modernisation rapide du pays à bien des égards, les mœurs sexuelles traditionnelles se sont avérées résilientes. Même les familles qui ont encouragé leurs filles à poursuivre des carrières professionnelles en tant qu'enseignantes, médecins ou avocats ont maintenu l'espoir que ces femmes continueraient à se comporter comme des « mères dévouées et des femmes au foyer modestes », qui sont des idéaux de société importants.
Dans certaines sociétés, par exemple dans les tribus pachtounes d'Afghanistan, le namus va au-delà de la famille de base et est commun à un plarina, une unité de la tribu qui a un père ancestral commun (par exemple un clan). 

### Violations du Namus
Le nom de toute une famille est violé si, par exemple, une fille adulte n'est pas habillée « de façon appropriée », ou si elle tolère une infraction sexuelle sans réaction. Par exemple, une famille qui ne répond pas lorsque leur fille est violée (ou séduite) est namussuz . La réponse appropriée dans certaines régions est de tuer le violeur (ou le séducteur). Cette tâche incombe alors aux hommes de la famille, et pour cette raison, on pense souvent que le namus est simplement une affaire d'hommes et non de femmes.
Chez les Pachtounes, un empiètement sur la parcelle de terre d'une famille signifie également une violation de leur nomus, alors qu'en Turquie, cela serait considéré comme une question de şeref et la nécessité de répondre à une question de gurur (affirmation de soi). Les familles qui ne réagissent pas à une telle violation sont considérées comme des lâches.

### Restauration de namus
Les membres de la famille sont vulnérables lorsqu'un membre du groupe commet un comportement déviant. Si une femme ou un homme transgresse importantes normes morales et sexuelles (une femme, sœurs, filles, frères, oncles), leur namus commune se perd dans les yeux de la communauté, à la suite du mécanisme de la stigmatisation associative. Toute la famille risque alors d'être chassée. Ils doivent purifier l'honneur de leur famille afin d'éviter l'exclusion. Dans certaines régions, cela se fait par meurtre ou suicide forcé. Il s'agit alors de crimes d'honneur de type II.
Alors que le mécanisme social de stigmatisation par association est courant partout dans le monde, les crimes d'honneur se produisent dans certaines régions du Moyen-Orient et des zones adjacentes. Dans les sociétés occidentales des sociétés immigrées, les filles et les garçons sont confrontés à des conflits avec leurs familles qui sont mal compris ; leurs risques peuvent être sous-estimés ou surestimés.
Contrairement à ce que l'on pense souvent, dans les cas de viol, la femme est souvent vue comme une victime. Elle peut souvent convaincre les membres de sa famille qu'elle a été trompée par un homme avec de fausses intentions. Dans de tels cas, en particulier lorsque des personnes extérieures entendent parler du viol, les familles considèrent que le nom de toute leur famille a été endommagé et pour le restaurer, un crime d'honneur du violeur est nécessaire (nombre inconnu). Lorsque le cas est connu dans la communauté et que les membres de la famille ne croient pas au récit de la femme et pensent qu'elle a joué un rôle dans l'incident, ils peuvent également la tuer. Certaines des 5 000 femmes victimes annuelles estimées sont des femmes dont les récits ne sont pas crus. Une femme dans une telle position peut également se suicider de force. Au Pakistan, de l'acide est souvent jeté sur le visage de la victime pour la défigurer comme alternative au meurtre. mais beaucoup de ces affaires sont en fait menées par des hommes mécontents dont les propositions en mariage ont été refusées par la femme et/ou sa famille.
Parmi les immigrants bangladais et turcs, la violation du nomus peut entraîner le meurtre de l'homme impliqué avec la femme membre de la famille. Ce sont généralement des hommes ou des garçons considérés comme des violeurs ou des séducteurs.
L'honneur d'une famille n'est pas endommagé par la naissance des filles. Pourtant, avoir de nombreux fils contribue au statut d'une famille. Lorsqu'une famille tue une nouvelle fille, un infanticide ou un avortement sélectif peut se produire, ce ne sont pas des cas de crime d'honneur mais de frustration de ne pas pouvoir suivre les idéaux de la société.

## Dans les arts
Le film muet arménien de 1925 L'Honneur (Namus) raconte le mauvais sort de deux amants, qui étaient fiancés par leurs familles depuis l'enfance, mais en raison de violations de namus, la jeune fille a été mariée par des membres de sa famille à une autre personne. En 2006, il a été restauré, numérisé et doublé en français.
Abdullah Goran (1904-1962), le poète kurde moderne, a condamné les crimes d'honneur dans son poème « Berde-nûsêk » (« Une pierre tombale »).